# 東京アクアティクスセンター

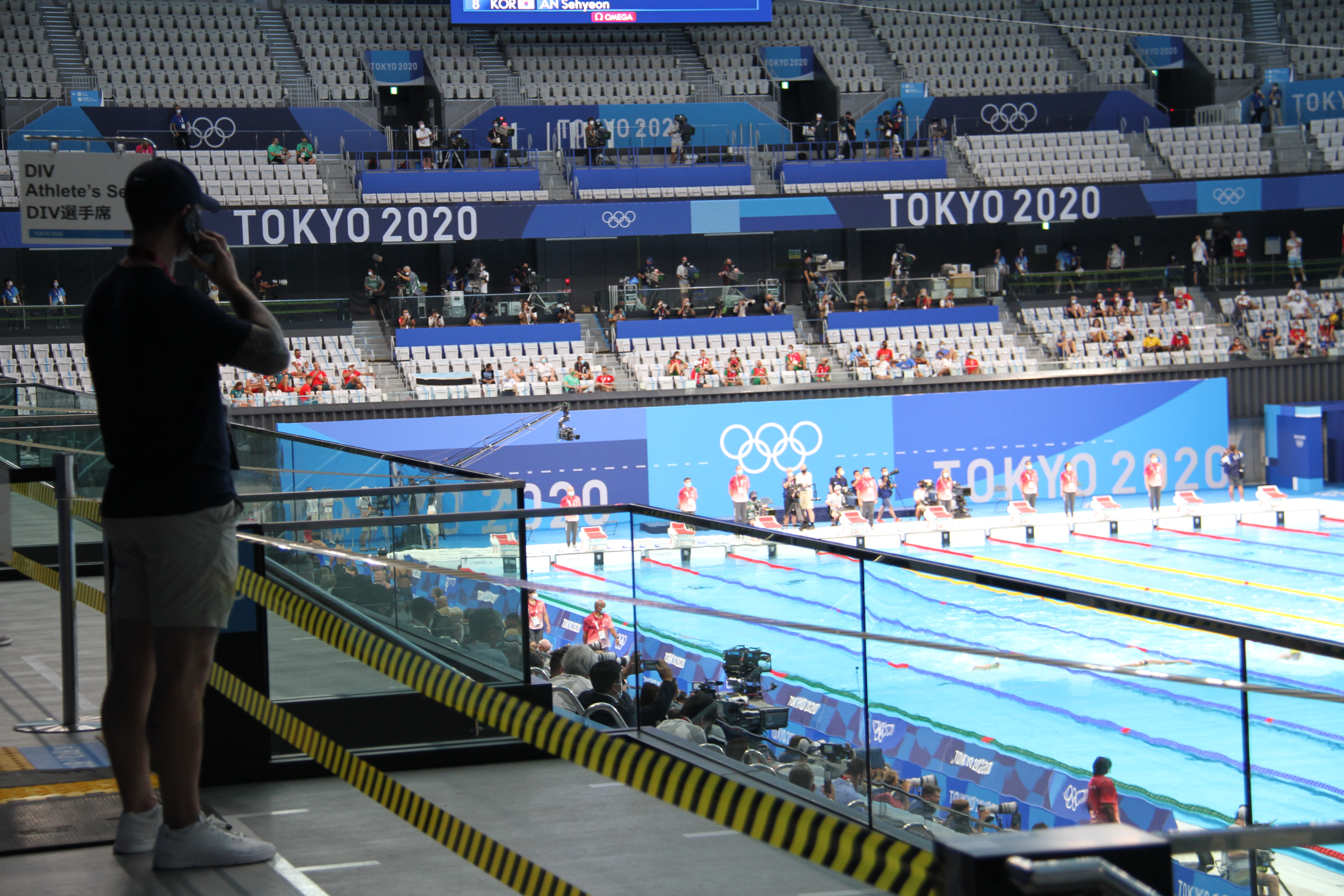

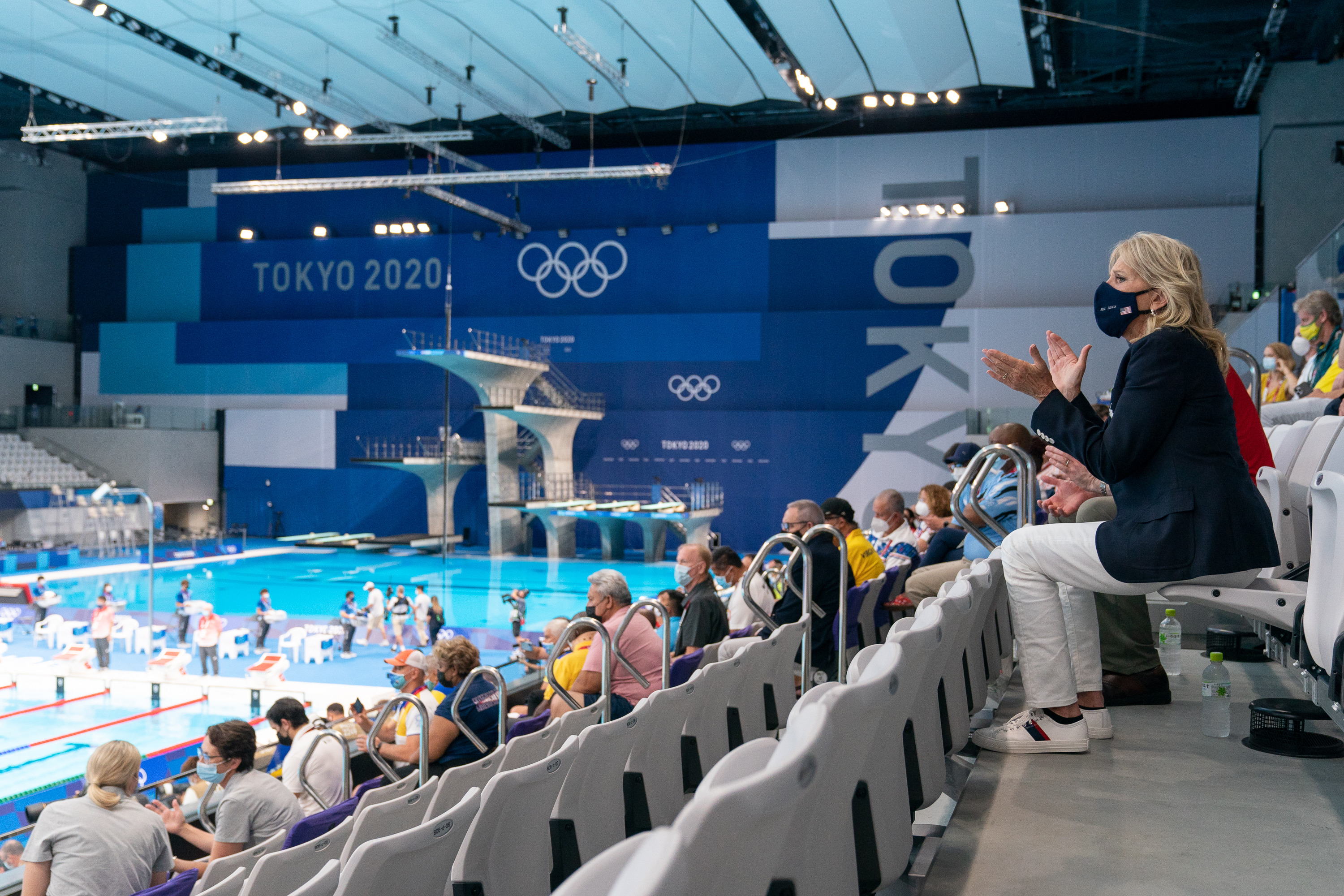

東京アクアティクスセンター（Tokyo Aquatics Centre）は、東京都江東区辰巳の辰巳の森海浜公園にあるプール。2020年東京オリンピックの競泳競技と飛込競技、アーティスティックスイミング及び同年の2020年東京パラリンピックの競泳競技の会場として使用された。
仮称はオリンピックアクアティクスセンターであったが、2018年10月23日に現名称に正式決定した。

## 概要
建設は2017年4月に始まり、2019年度に完成した。工事中の2018年にKYBの免震ダンパーデータ改竄問題が発覚し、当施設にも使用されていたことから免震ダンパーの交換が必要となった。
2020年3月のJO杯で使用される予定だったが新型コロナウイルス感染症の影響で中止となった。
2021年7月から9月にかけて、2020年東京オリンピックの競泳、飛込、アーティスティックスイミング及びパラリンピックの水泳が行われた
オリンピック・パラリンピック終了後は観客席を約15,000席から約5,000席に減築するなどの改修を経て、2023年4月4日に再開業した。東京辰巳国際水泳場に代わる日本を代表する水泳場として、日本選手権やジュニアオリンピックなどの大規模大会、東京都の多くの大会で使用される。

## 施設（再開業後）

### メインプール
- 競泳・水球・アーティスティックスイミングなどで使用可能
- 長水路50ｍ×25ｍ・10レーン
- 短水路25ｍ・10レーン×2面（可動壁）
- 水深0～3.0ｍ（可動床）
- 観客席約5,000席
  - 短水路2面の設定にした場合はA面・B面のスタート側・ターン側にタッチ板を（合計４枚）設置して同時使用（競技）可能。プール長がタッチ板４枚設置を前提に建設されているので、タッチ板を稼働させなくても設置しないと25mにならない。
  - 日本選手権水泳競技大会(25m)やジュニアオリンピック等に使われている。

### ダイビングプール
- 飛込・アーティスティックスイミングなどで使用可能
- 25ｍ×25ｍ・水深5ｍ
- 飛込台：1ｍ、3ｍ、5m、7.5m、10m各1基
- 飛び板：1ｍ飛板2基、3ｍ飛板3基
- 観客席はメインプールと共通

### サブプール
- メインアリーナと独立しているため別大会を同時に開催することも可能
- 長水路50ｍ×25ｍ・10レーン
- 短水路25ｍ・10レーン×2面（可動壁）
- 水深0～3.0ｍ（可動床）
- 観客席はない
- 日本選手権等の大規模全国大会では、アップ用プールとして使用される

### 第一会議室
- A・B・C・Dの4室に区切って使用可能

### トレーニングルーム
各種トレーニング機器
- TRX2機種
- フリーウェイト器具(パワーラック2台、アジャスタブルベンチ2台)
- フィットネスバイク
- ローワー
- エルゴメーター各種
- ファンクショナルエリア
- デュアル・アジャスタブル・プーリー

### 東京2020大会メモリアルギャラリー
第32回オリンピック競技大会及び東京2020パラリンピック競技大会を中心に、オリンピック・パラリンピックの諸資料を展示。入場無料。

### 2021年のオリンピック・パラリンピック大会時の水泳競技会場
オリンピックや世界水泳など、多競技を長期間にわたって実施する競技会では、大会期間中に選手がコンディションを維持するための練習用プールを多数確保する必要がある。練習用プールでは観客席や広いプールサイドは必要はないものの、プールサイズ・深さともに本番用と同程度のものが求められる。
2020年東京オリンピック大会では、本施設のメインプールとダイビングプールが競泳、アーティスティックスイミング、飛込の競技会場となったほかに、サブプールがウォーミングアップ用に、本施設の東側道路を越えた駐車場の敷地にプール１棟（競泳用練習プール・アーティスティックスイミング用練習プールの合計2面を有する）を仮設して使用した。さらに、水球の競技会場となったのは東京辰巳国際水泳場メインプールであり、さらにその東側駐車場にプール１棟（水球用練習プール1面）を仮設して使用したので、辰巳地区全体で合計７面のプールが使用されたことになる。水球の練習用プールはこれでも不足で、東京体育館屋内プール（東京都渋谷区千駄ヶ谷）と武蔵野の森総合スポーツプラザのプール（東京都調布市）の2面も使用した。マラソンスイミングの競技会場はお台場海浜公園の海面が使われたが、これらの選手も練習用プールを使用している。

## ギャラリー

工事記録
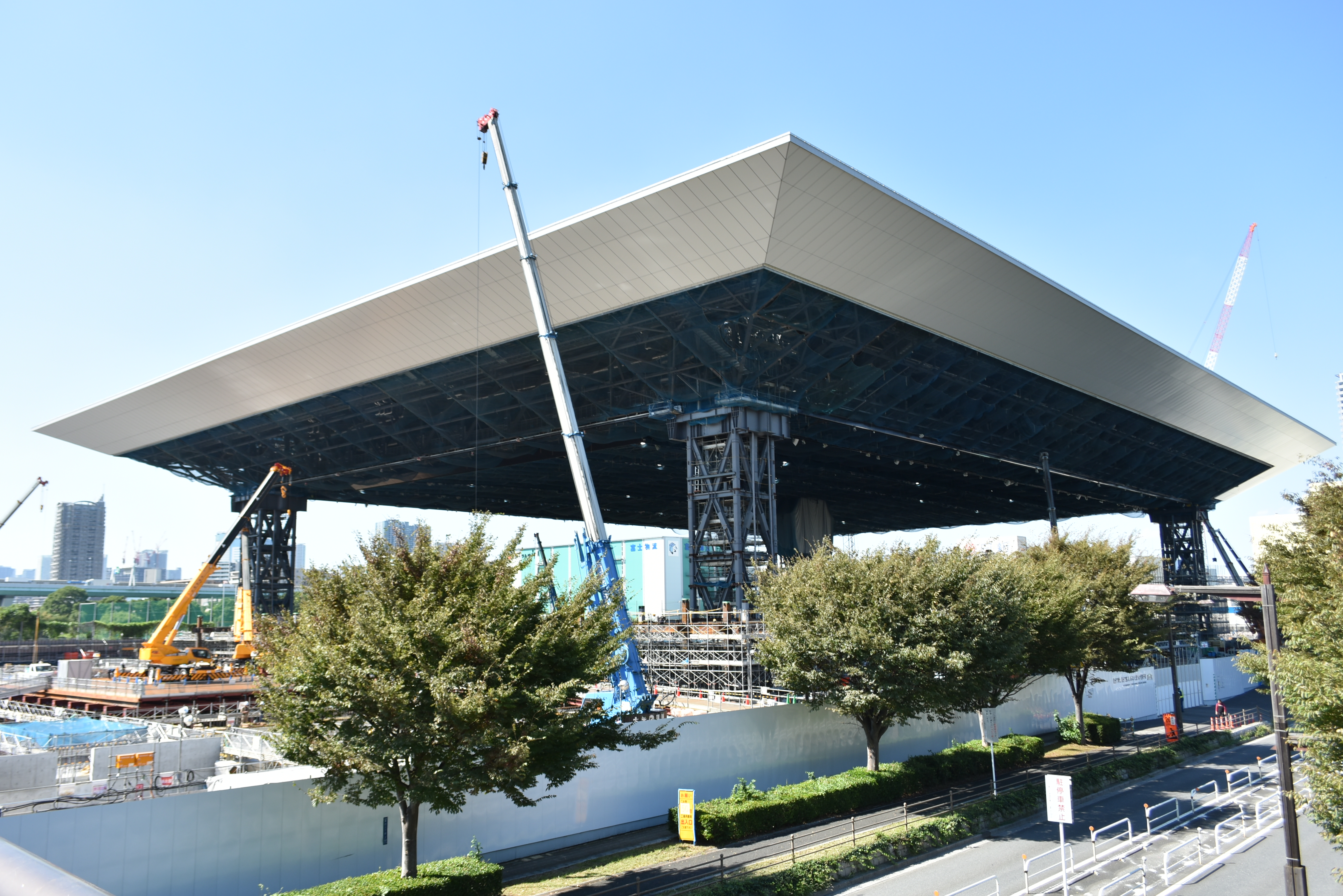
2018年9月28日撮影
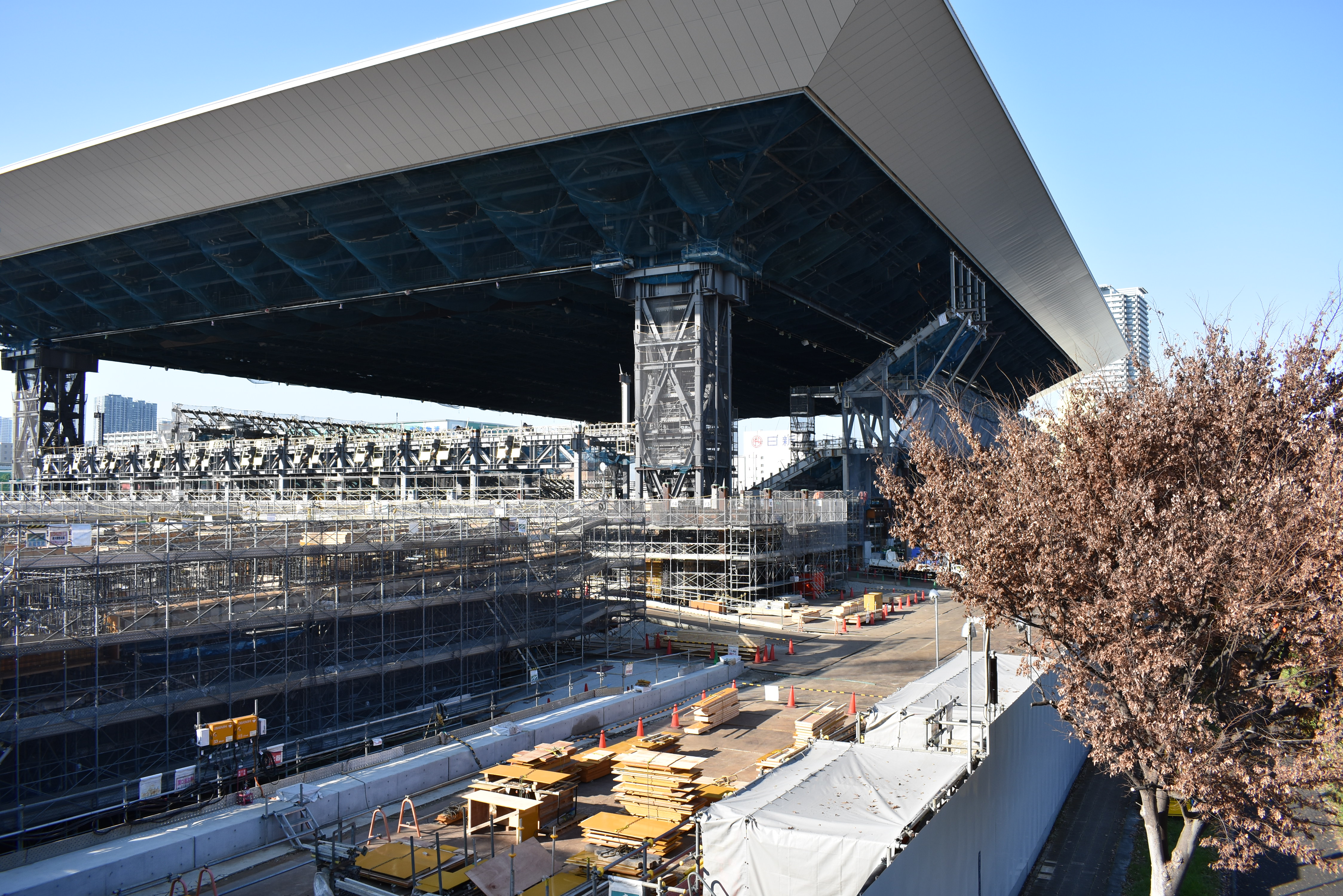
2018年11月25日撮影
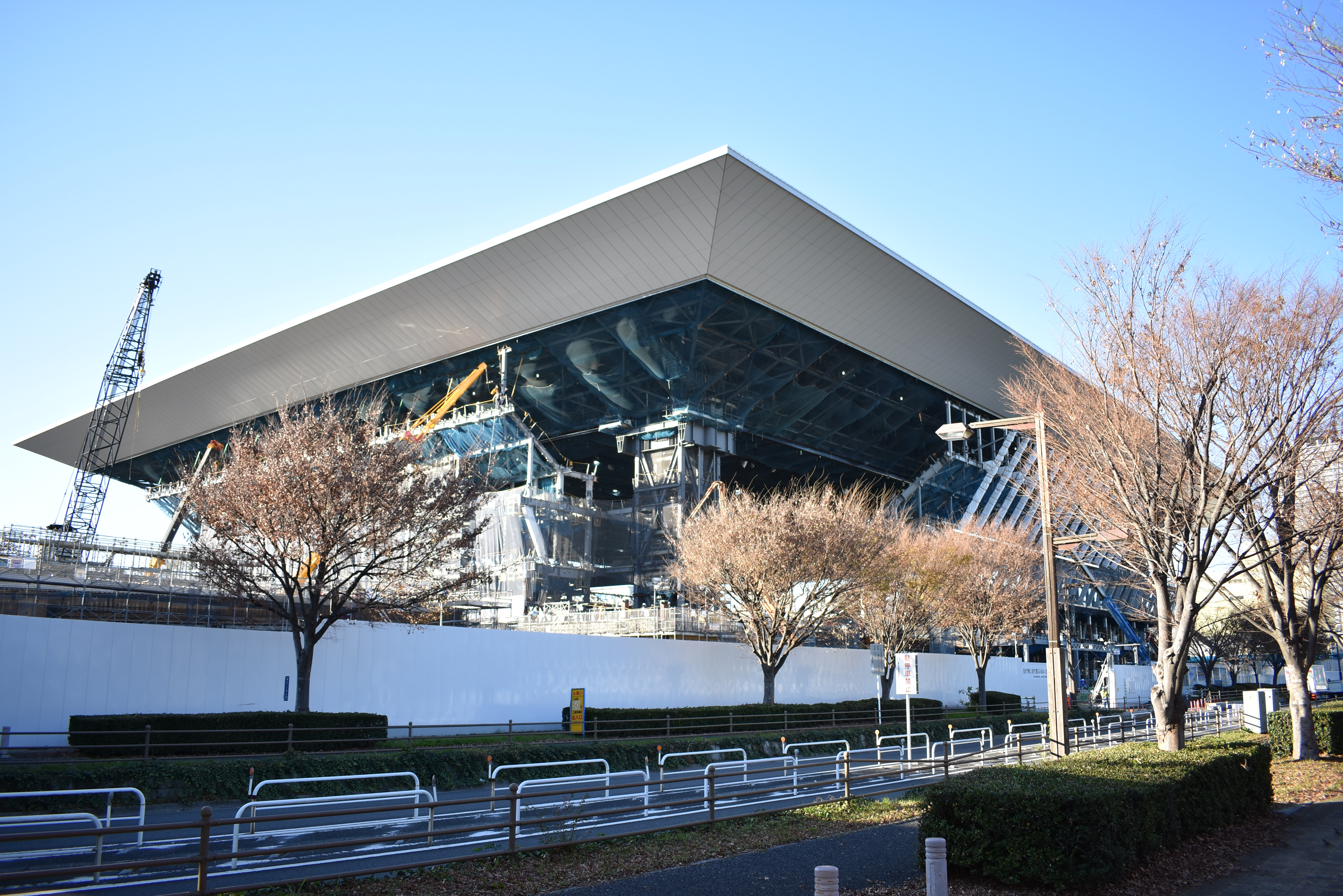
2018年12月19日撮影
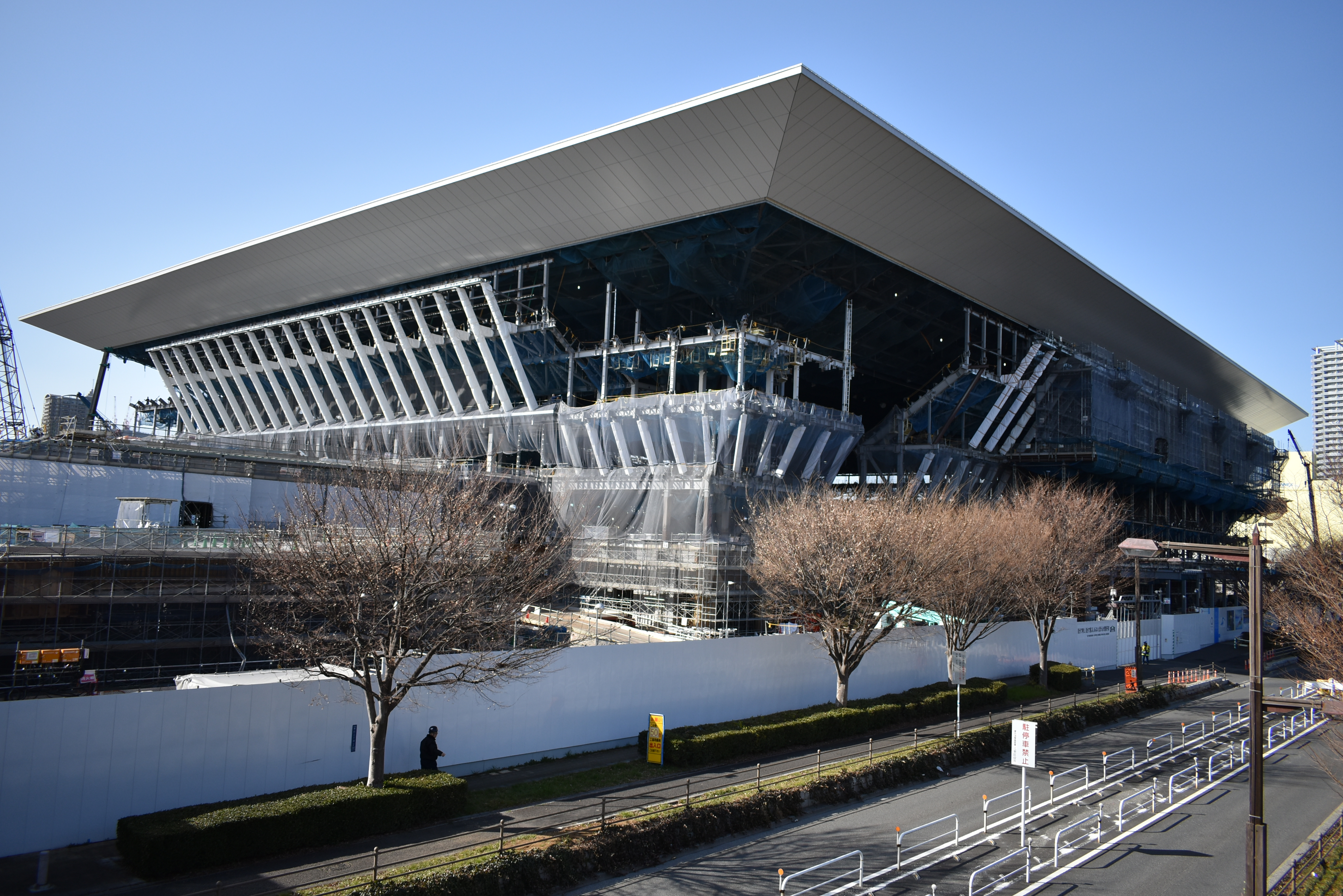
2019年2月21日撮影
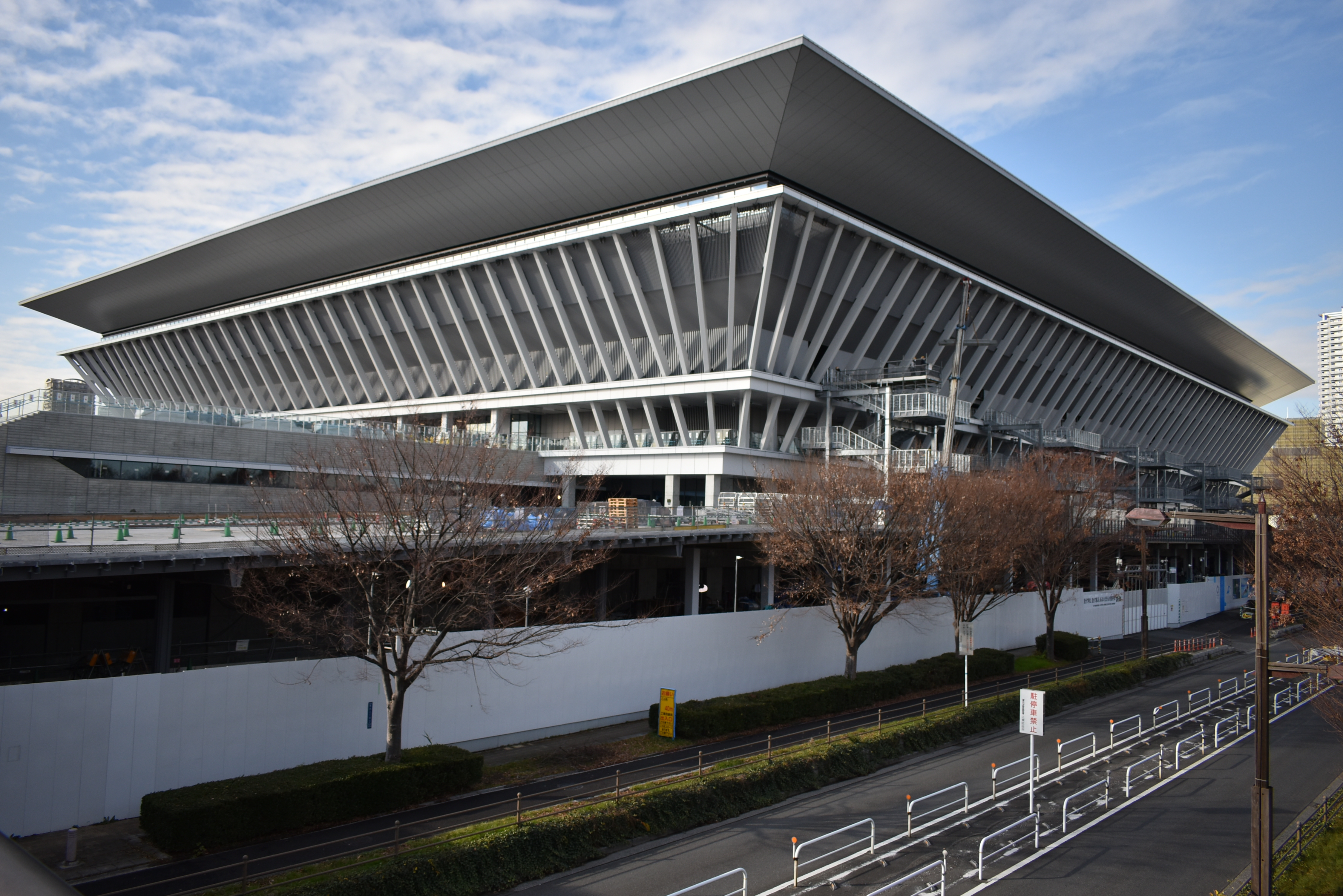
2019年12月23日撮影